# اما گاپچنکو
اما گاپچنکو (روسی: Эмма Васильевна Гапченко؛ ۲۴ february ۱۹۳۸ – ۶ دسامبر ۲۰۲۱) ورزشکار تیراندازی با کمان اهل اتحاد جماهیر شوروی سوسیالیستی بود.
وی در مسابقات کشوری و بین‌المللی در مجموع برندهٔ ۳ مدال طلا، ۲ مدال برنز شده‌است.